# Bidorpitia
Bidorpitia is een geslacht van vlinders van de familie bladrollers (Tortricidae).

## Soorten
- B. cryptica Brown, 1991
- B. dictyophanes (Meyrick, 1926)
- B. exanthina (Meyrick, 1931)
- B. megasaccula Brown, 1991
- B. poolei Brown, 1991